# Кисіль Роман Миронович
Кисі́ль Рома́н Миро́нович — учасник Афганської війни 1979—1989 років.
Керівник ГО «Українська спілка інвалідів Афганістану та локальних війн» у Львівській області. Станом на 2015 рік — помічник-консультант на добровільних засадах народного депутата Куніцина Сергія Володимировича.

## Нагороди
- орден «За мужність III» ступеня (13.2.2015)